# Großer Preis von Italien 2011
Der Große Preis von Italien 2011 (offiziell LXXXII Gran Premio Santander d’Italia) fand am 11. September auf dem Autodromo Nazionale di Monza in Monza statt und war das 13. Rennen der Formel-1-Weltmeisterschaft 2011.

## Berichte

### Hintergrund
Nach dem Großen Preis von Belgien führte Sebastian Vettel in der Fahrerwertung mit 92 Punkten vor Mark Webber und mit 102 Punkten vor Fernando Alonso. In der Konstrukteurswertung führte Red Bull-Renault mit 131 Punkten vor McLaren-Mercedes und mit 195 Punkten vor Ferrari.
Beim Großen Preis von Italien stellte Pirelli den Fahrern die Reifenmischungen Medium (weiß) und Soft (gelb), sowie für nasse Bedingungen Intermediates (hellblau) und Full-Wets (orange) zur Verfügung.
Mit Michael Schumacher (fünfmal), Rubens Barrichello, Alonso (jeweils zweimal) und Vettel (einmal) traten vier ehemalige Sieger zu diesem Grand Prix an.

### Training
Im ersten freien Training erzielte Lewis Hamilton die Bestzeit vor seinem McLaren-Teamkollegen Jenson Button und Vettel. In diesem Training übernahm Nico Hülkenberg den Force India von Paul di Resta und Karun Chandhok den Lotus von Jarno Trulli.
Im zweiten freien Training fuhr Vettel die schnellste Runde vor Hamilton und Schumacher.
Im dritten freien Training war Vettel erneut der schnellste Pilot. Auf den Plätzen zwei und drei folgten Webber und Felipe Massa.

### Qualifying
Im ersten Abschnitt des Qualifyings (Q1 )fuhr Hamilton die schnellste Runde. Die HRT-, Virgin- und Lotus-Piloten sowie Jaime Alguersuari schieden aus.
Im zweiten Segment (Q2) war Vettel der schnellste Pilot. Die Sauber-, Williams- und Force-India-Piloten sowie Sébastien Buemi schieden aus.
Im finalen Abschnitt (Q3) setzte sich schließlich Vettel durch und erzielte seine 25. Pole-Position vor Hamilton und Button.

### Rennen

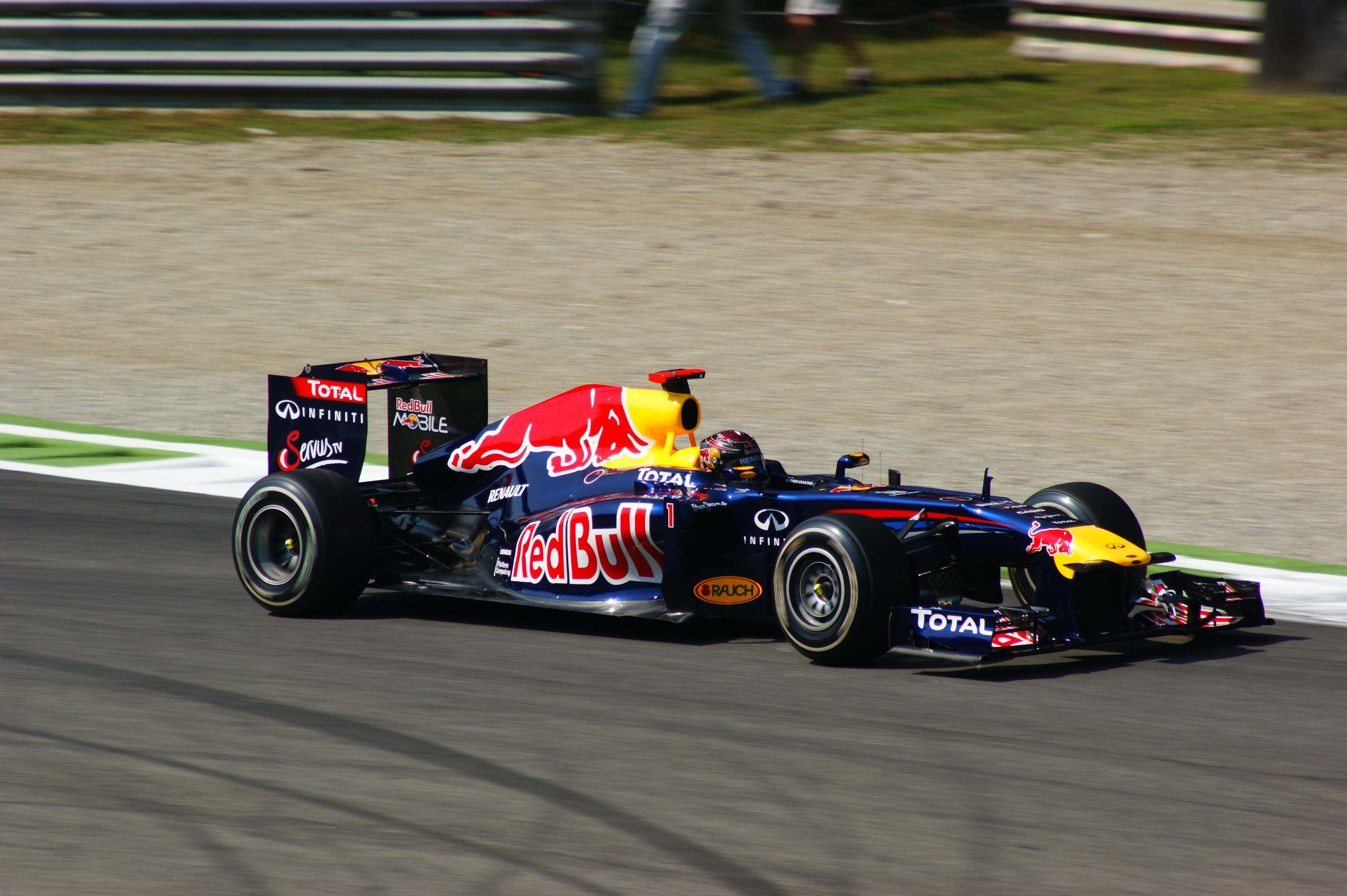
Der spätere Sieger Sebastian Vettel im Freitagstraining in seinem Red Bull RB7

Beim Start übernahm der von Platz vier startende Alonso die Führung vor Vettel und Hamilton. Ebenfalls gut startete Schumacher, der von Position acht startend die vierte Position übernahm. Im Mittelfeld kam es zu einer Startkollision. Der vom letzten Platz startende Vitantonio Liuzzi verlor die Kontrolle über sein Fahrzeug und drehte sich ins Feld hinein. Dabei kollidierte mit Witali Petrow und Nico Rosberg. Für die drei Fahrer war das Rennen umgehend beendet. Liuzzi wurde von den Rennkommissaren die Schuld an dem Unfall gegeben und erhielt für das nächste Rennen eine Startplatzstrafe von fünf Positionen.
In der anschließenden Safety-Car-Phase kamen Kamui Kobayashi, Barrichello, Daniel Ricciardo und Bruno Senna zu Reparaturstopps an die Box. Ricciardo, der bereits beim Start technische Probleme hatte, blieb über 16 Minuten an der Box stehen und nahm das Rennen anschließend wieder auf. Er kam mit 14 Runden Rückstand ins Ziel und wurde nicht gewertet. Jérôme D’Ambrosio gab nach der ersten Runde auf, da er ein Getriebeproblem hatte.
Beim Restart blieben die ersten zwei Positionen unverändert. Schumacher gelang es allerdings, Hamilton auf der Start-Ziel-Geraden zu überholen und den dritten Platz einzunehmen. Kurz darauf kam es zu einer Kollision zwischen Webber und Massa, bei der sich Webber den Frontflügel beschädigte. Er fuhr zwar weiter, in der Parabolica verlor er allerdings die Kontrolle über sein Fahrzeug und fuhr in die Reifenstapel. Es war der erste und einzige Ausfall eines Red-Bull-Pilotens in der Saison. In der Zwischenzeit hatte Vettel die Führung von Alonso übernommen. Er überholte seinen Kontrahenten ein der Variante della Roggia.

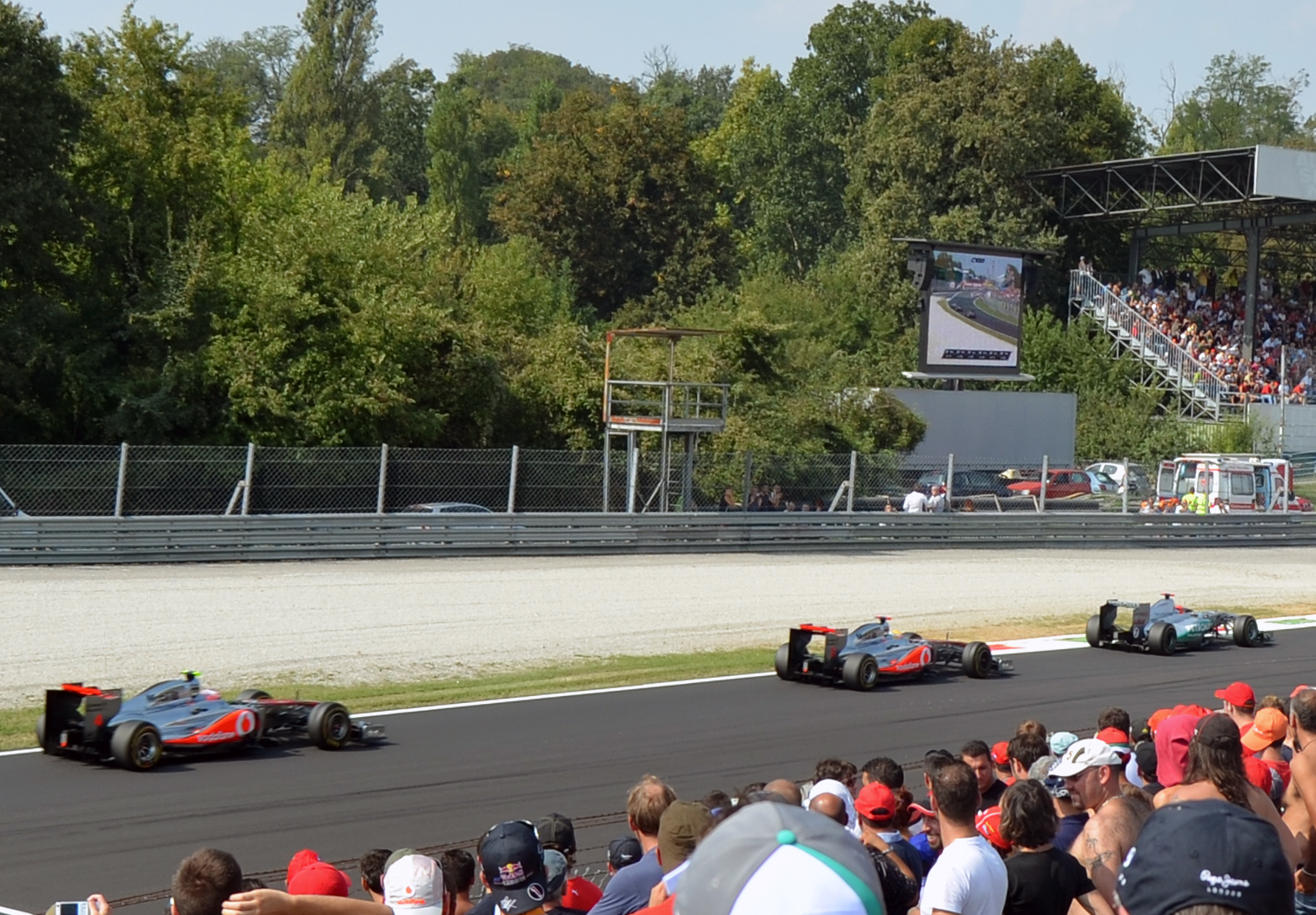
Button, Hamilton und Schumacher (von links) ausgangs der Parabolica, kurz bevor Button beide Kontrahenten überholte

Während Vettel und Alonso sich an der Spitze absetzen, duellierten sich Schumacher und Hamilton hinter den beiden. Hamilton versuchte mehrfach, an seinem Gegner vorbeizukommen, blieb allerdings zunächst erfolglos. Nachdem Adrian Sutil mit Hydraulikproblemen ausgefallen war, gelang es Hamilton, Schumacher auf der Start-Ziel-Geraden zu überholen. Schumacher gab jedoch noch nicht auf und überholte Hamilton umgehend, indem er außen in der Curva Grande an ihm vorbeizog. Durch den Zweikampf der beiden Rennfahrer gelang es Hamiltons Teamkollegen Button, an die beiden aufzuschließen. Nachdem Hamilton erneut nicht an Schumacher vorbeikam, überholte ihn Button in der Curva Grande. Noch in derselben Runde gelang es Button, auch Schumacher zu überholen. In den nächsten Runden gingen die drei Piloten in der Reihenfolge Schumacher, Hamilton, Button an die Box, um Reifen zu wechseln. Zu Positionsveränderungen innerhalb dieses Trios kam es jedoch nicht. Auch als Vettel und Alonso an die Box gingen, blieben die Positionen unverändert.
Zwischen Schumacher und Hamilton entwickelte sich erneut ein spannendes Duell um die vierte Position. Nachdem Schumacher von seinem Team informiert wurde, dass er im Duell nicht mehrfach die Spur wechseln darf, gelang es Hamilton schließlich in der 27. Runde, an Schumacher vorbeizufahren. Hamilton hatte über weite Strecken keine Chance gegen Schumacher, da das Auto mit seiner Abstimmung auf der Geraden zu langsam war und er auch mit Hilfe des DRS nicht schneller war. In dieser Phase des Rennens fielen beide Sauber-Piloten mit einem Getriebeschaden aus. Sergio Pérez lag vor seinem Ausfall auf dem siebten Platz und hatte seinen einzigen geplanten Boxenstopp noch nicht absolviert.

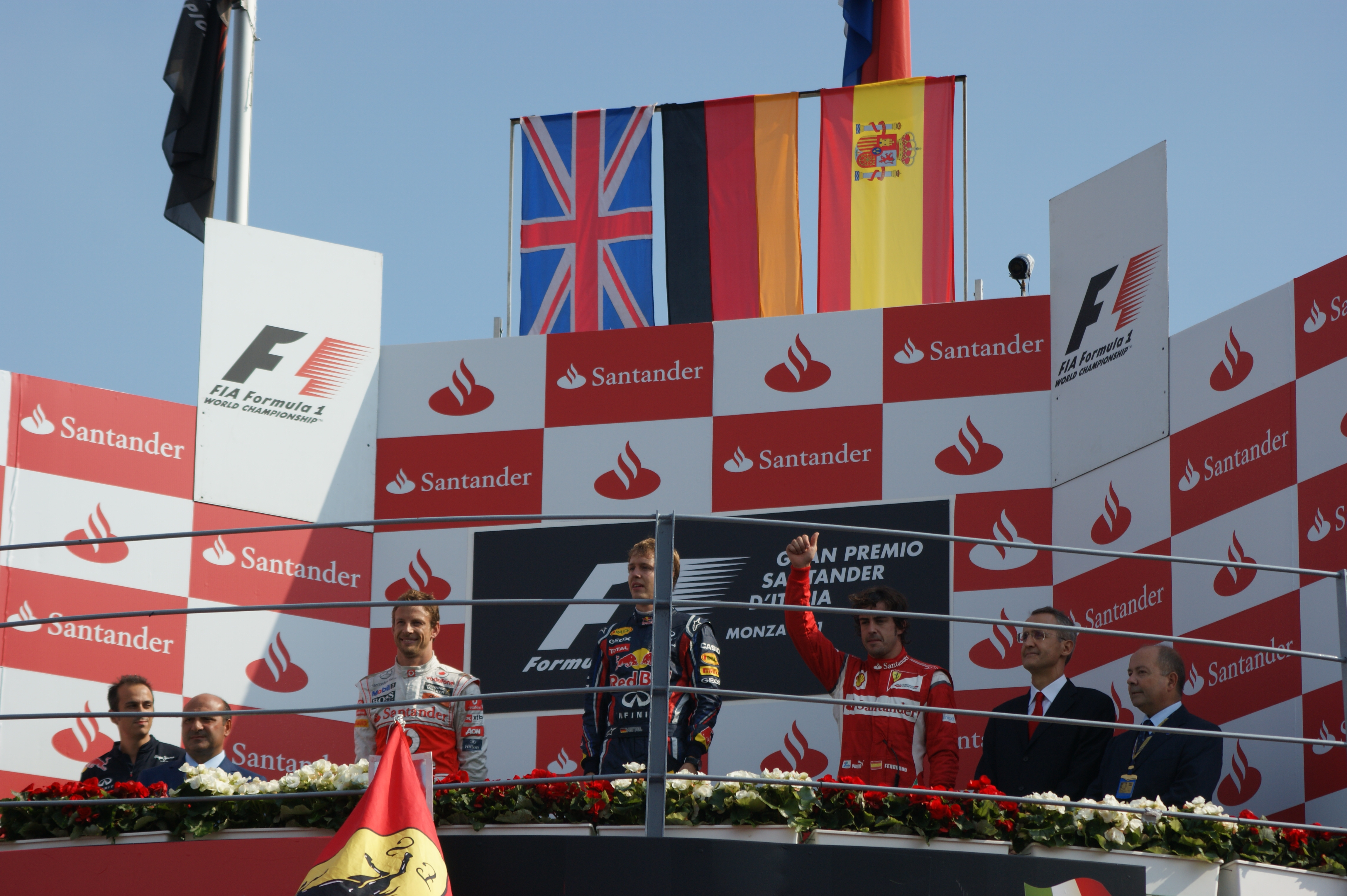
Die Fahrer bei der Siegerehrung: Button, Vettel und Alonso (von links)

Nach den zweiten Boxenstopps gelang es Button, der schon vor dem Boxenstopp an Alonso herangefahren war, seinen Gegner zu überholen und die zweite Position einzunehmen. Auch Hamilton gelang es, noch an Alonso heranzufahren, für ein Überholmanöver reichte die Zeit jedoch nicht.
Vettel gewann schließlich sein achtes Saisonrennen vor Button und Alonso. Hamilton wurde vor Schumacher und Massa Vierter. Alguersuari, der vom 18. Platz ins Rennen gegangen war, erzielte als Siebter seine bis dahin beste Platzierung in der Formel 1. Die weiteren Punkte gingen an di Resta, Senna und Buemi. Senna holte damit erstmals Formel-1-Punkte. Pastor Maldonado, der in der Anfangsphase auf dem sechsten Platz lag, blieb als Elfter punktelos.
In der Fahrerweltmeisterschaft baute Vettel seinen Vorsprung erneut aus. Webber fiel hinter Alonso und Button auf den vierten Rang zurück. In der Konstrukteursweltmeisterschaft blieben die ersten Positionen unverändert.

## Meldeliste
| Team                         | Nr. | Fahrer             | Chassis             | Motor                | Reifen |
| ---------------------------- | --- | ------------------ | ------------------- | -------------------- | ------ |
| Red Bull Racing              | 01  | Sebastian Vettel   | Red Bull RB7        | Renault 2.4 V8       | P      |
| Red Bull Racing              | 02  | Mark Webber        | Red Bull RB7        | Renault 2.4 V8       | P      |
| Vodafone McLaren Mercedes    | 03  | Lewis Hamilton     | McLaren MP4-26      | Mercedes-Benz 2.4 V8 | P      |
| Vodafone McLaren Mercedes    | 04  | Jenson Button      | McLaren MP4-26      | Mercedes-Benz 2.4 V8 | P      |
| Scuderia Ferrari             | 05  | Fernando Alonso    | Ferrari 150º Italia | Ferrari 2.4 V8       | P      |
| Scuderia Ferrari             | 06  | Felipe Massa       | Ferrari 150º Italia | Ferrari 2.4 V8       | P      |
| Mercedes GP Petronas F1 Team | 07  | Michael Schumacher | Mercedes MGP W02    | Mercedes-Benz 2.4 V8 | P      |
| Mercedes GP Petronas F1 Team | 08  | Nico Rosberg       | Mercedes MGP W02    | Mercedes-Benz 2.4 V8 | P      |
| Lotus Renault GP             | 09  | Bruno Senna        | Renault R31         | Renault 2.4 V8       | P      |
| Lotus Renault GP             | 10  | Witali Petrow      | Renault R31         | Renault 2.4 V8       | P      |
| AT&T Williams                | 11  | Rubens Barrichello | Williams FW33       | Cosworth 2.4 V8      | P      |
| AT&T Williams                | 12  | Pastor Maldonado   | Williams FW33       | Cosworth 2.4 V8      | P      |
| Force India F1 Team          | 14  | Adrian Sutil       | Force India VJM04   | Mercedes-Benz 2.4 V8 | P      |
| Force India F1 Team          | 14  | Nico Hülkenberg    | Force India VJM04   | Mercedes-Benz 2.4 V8 | P      |
| Force India F1 Team          | 15  | Paul di Resta      | Force India VJM04   | Mercedes-Benz 2.4 V8 | P      |
| Sauber F1 Team               | 16  | Kamui Kobayashi    | Sauber C30          | Ferrari 2.4 V8       | P      |
| Sauber F1 Team               | 17  | Sergio Pérez       | Sauber C30          | Ferrari 2.4 V8       | P      |
| Scuderia Toro Rosso          | 18  | Sébastien Buemi    | Toro Rosso STR6     | Ferrari 2.4 V8       | P      |
| Scuderia Toro Rosso          | 19  | Jaime Alguersuari  | Toro Rosso STR6     | Ferrari 2.4 V8       | P      |
| Team Lotus                   | 20  | Karun Chandhok     | Lotus T128          | Renault 2.4 V8       | P      |
| Team Lotus                   | 20  | Heikki Kovalainen  | Lotus T128          | Renault 2.4 V8       | P      |
| Team Lotus                   | 21  | Jarno Trulli       | Lotus T128          | Renault 2.4 V8       | P      |
| HRT F1 Team                  | 22  | Daniel Ricciardo   | HRT F111            | Cosworth 2.4 V8      | P      |
| HRT F1 Team                  | 23  | Vitantonio Liuzzi  | HRT F111            | Cosworth 2.4 V8      | P      |
| Marussia Virgin Racing       | 24  | Timo Glock         | Virgin MVR-02       | Cosworth 2.4 V8      | P      |
| Marussia Virgin Racing       | 25  | Jérôme D’Ambrosio  | Virgin MVR-02       | Cosworth 2.4 V8      | P      |

Anmerkungen
1. 1 2  Hülkenberg übernahm den Force India mit der Nummer 14 für das zweite freien Training. Sutil fuhr das Fahrzeug am restlichen Rennwochenende.
2. 1 2  Chandhok fuhr den Lotus mit der Nummer 20 im ersten freien Training. Kovalainen übernahm das Fahrzeug anschließend für das restliche Rennwochenende.

## Klassifikationen

### Qualifying
| Pos.                                                                      | Fahrer             | Konstrukteur         | Q1       | Q2       | Q3         | Start |
| ------------------------------------------------------------------------- | ------------------ | -------------------- | -------- | -------- | ---------- | ----- |
| 01                                                                        | Sebastian Vettel   | Red Bull-Renault     | 1:24,002 | 1:22,914 | 1:22,275   | 01    |
| 02                                                                        | Lewis Hamilton     | McLaren-Mercedes     | 1:23,976 | 1:23,172 | 1:22,725   | 02    |
| 03                                                                        | Jenson Button      | McLaren-Mercedes     | 1:24,013 | 1:23,031 | 1:22,777   | 03    |
| 04                                                                        | Fernando Alonso    | Ferrari              | 1:24,134 | 1:23,342 | 1:22,841   | 04    |
| 05                                                                        | Mark Webber        | Red Bull-Renault     | 1:24,148 | 1:23,387 | 1:22,972   | 05    |
| 06                                                                        | Felipe Massa       | Ferrari              | 1:24,523 | 1:23,681 | 1:23,188   | 06    |
| 07                                                                        | Witali Petrow      | Renault              | 1:24,486 | 1:23,741 | 1:23,530   | 07    |
| 08                                                                        | Michael Schumacher | Mercedes             | 1:25,108 | 1:23,671 | 1:23,777   | 08    |
| 09                                                                        | Nico Rosberg       | Mercedes             | 1:24,550 | 1:23,335 | 1:24,477   | 09    |
| 10                                                                        | Bruno Senna        | Renault              | 1:24,914 | 1:24,157 | keine Zeit | 10    |
| 11                                                                        | Paul di Resta      | Force India-Mercedes | 1:24,574 | 1:24,163 | –          | 11    |
| 12                                                                        | Adrian Sutil       | Force India-Mercedes | 1:24,595 | 1:24,209 | –          | 12    |
| 13                                                                        | Rubens Barrichello | Williams-Cosworth    | 1:24,975 | 1:24,648 | –          | 13    |
| 14                                                                        | Pastor Maldonado   | Williams-Cosworth    | 1:24,798 | 1:24,726 | –          | 14    |
| 15                                                                        | Sergio Pérez       | Sauber-Ferrari       | 1:25,113 | 1:24,845 | –          | 15    |
| 16                                                                        | Sébastien Buemi    | Toro Rosso-Ferrari   | 1:25,164 | 1:24,932 | –          | 16    |
| 17                                                                        | Kamui Kobayashi    | Sauber-Ferrari       | 1:24,879 | 1:25,065 | –          | 17    |
| 18                                                                        | Jaime Alguersuari  | Toro Rosso-Ferrari   | 1:25,334 | –        | –          | 18    |
| 19                                                                        | Jarno Trulli       | Lotus-Renault        | 1:26,647 | –        | –          | 19    |
| 20                                                                        | Heikki Kovalainen  | Lotus-Renault        | 1:27,184 | –        | –          | 20    |
| 21                                                                        | Timo Glock         | Virgin-Cosworth      | 1:27,591 | –        | –          | 21    |
| 22                                                                        | Jérôme D’Ambrosio  | Virgin-Cosworth      | 1:27,609 | –        | –          | 22    |
| 23                                                                        | Daniel Ricciardo   | HRT-Cosworth         | 1:28,054 | –        | –          | 23    |
| 24                                                                        | Vitantonio Liuzzi  | HRT-Cosworth         | 1:28,231 | –        | –          | 24    |
| 107-Prozent-Zeit: 1:29,854 min (bezogen auf Q1-Bestzeit von 1:23,976 min) |                    |                      |          |          |            |       |

Anmerkungen
1. 1 2 3 4 5 6 7 8 9 10 11 12 13 14 15 16 17 18  Rennwagen mit KERS

### Rennen
| Pos. | Fahrer             | Konstrukteur         | Runden | Stopps | Zeit        | Start | Schnellste Runde |
| ---- | ------------------ | -------------------- | ------ | ------ | ----------- | ----- | ---------------- |
| 01   | Sebastian Vettel   | Red Bull-Renault     | 53     | 2      | 1:20:46,172 | 01    | 1:26,557 (49.)   |
| 02   | Jenson Button      | McLaren-Mercedes     | 53     | 2      | + 9,590     | 03    | 1:26,207 (52.)   |
| 03   | Fernando Alonso    | Ferrari              | 53     | 2      | + 16,909    | 04    | 1:27,191 (50.)   |
| 04   | Lewis Hamilton     | McLaren-Mercedes     | 53     | 2      | + 17,417    | 02    | 1:26,187 (52.)   |
| 05   | Michael Schumacher | Mercedes             | 53     | 2      | + 32,677    | 08    | 1:27,402 (46.)   |
| 06   | Felipe Massa       | Ferrari              | 53     | 2      | + 42,993    | 06    | 1:26,924 (53.)   |
| 07   | Jaime Alguersuari  | Toro Rosso-Ferrari   | 52     | 2      | + 1 Runde   | 18    | 1:28,357 (49.)   |
| 08   | Paul di Resta      | Force India-Mercedes | 52     | 2      | + 1 Runde   | 11    | 1:28,054 (52.)   |
| 09   | Bruno Senna        | Renault              | 52     | 3      | + 1 Runde   | 10    | 1:26,895 (51.)   |
| 10   | Sébastien Buemi    | Toro Rosso-Ferrari   | 52     | 2      | + 1 Runde   | 16    | 1:28,202 (51.)   |
| 11   | Pastor Maldonado   | Williams-Cosworth    | 52     | 2      | + 1 Runde   | 14    | 1:28,934 (51.)   |
| 12   | Rubens Barrichello | Williams-Cosworth    | 52     | 2      | + 1 Runde   | 13    | 1:28,377 (49.)   |
| 13   | Heikki Kovalainen  | Lotus-Renault        | 51     | 2      | + 2 Runden  | 20    | 1:29,639 (50.)   |
| 14   | Jarno Trulli       | Lotus-Renault        | 51     | 2      | + 2 Runden  | 19    | 1:29,825 (50.)   |
| 15   | Timo Glock         | Virgin-Cosworth      | 51     | 2      | + 2 Runden  | 21    | 1:30,783 (51.)   |
| –    | Daniel Ricciardo   | HRT-Cosworth         | 39     | 2      | + 14 Runden | 23    | 1:32,013 (36.)   |
| –    | Sergio Pérez       | Sauber-Ferrari       | 32     | 0      | DNF         | 15    | 1:29,403 (29.)   |
| –    | Kamui Kobayashi    | Sauber-Ferrari       | 21     | 2      | DNF         | 17    | 1:30,000 (21.)   |
| –    | Adrian Sutil       | Force India-Mercedes | 9      | 0      | DNF         | 12    | 1:31,455 (08.)   |
| –    | Mark Webber        | Red Bull-Renault     | 4      | 0      | DNF         | 05    | 1:30,994 (04.)   |
| –    | Jérôme D’Ambrosio  | Virgin-Cosworth      | 1      | 0      | DNF         | 22    | –                |
| –    | Witali Petrow      | Renault              | 0      | 0      | DNF         | 07    | –                |
| –    | Nico Rosberg       | Mercedes             | 0      | 0      | DNF         | 09    | –                |
| –    | Vitantonio Liuzzi  | HRT-Cosworth         | 0      | 0      | DNF         | 24    | –                |

Anmerkungen
1. 1 2 3 4 5 6 7 8 9 10 11 12 13 14 15 16 17 18  Rennwagen mit KERS

## WM-Stände nach dem Rennen
Die ersten zehn des Rennens bekamen 25, 18, 15, 12, 10, 8, 6, 4, 2 bzw. 1 Punkt(e).

### Fahrerwertung
| Pos. | Fahrer             | Konstrukteur         | Punkte |
| ---- | ------------------ | -------------------- | ------ |
| 01   | Sebastian Vettel   | Red Bull-Renault     | 284    |
| 02   | Fernando Alonso    | Ferrari              | 172    |
| 03   | Jenson Button      | McLaren-Mercedes     | 167    |
| 04   | Mark Webber        | Red Bull-Renault     | 167    |
| 05   | Lewis Hamilton     | McLaren-Mercedes     | 158    |
| 06   | Felipe Massa       | Ferrari              | 82     |
| 07   | Nico Rosberg       | Mercedes             | 56     |
| 08   | Michael Schumacher | Mercedes             | 52     |
| 09   | Witali Petrow      | Renault              | 34     |
| 10   | Nick Heidfeld      | Renault              | 34     |
| 11   | Kamui Kobayashi    | Sauber-Ferrari       | 27     |
| 12   | Adrian Sutil       | Force India-Mercedes | 24     |
| 13   | Jaime Alguersuari  | Toro Rosso-Ferrari   | 16     |
| 14   | Sébastien Buemi    | Toro Rosso-Ferrari   | 13     |

| Pos. | Fahrer             | Konstrukteur         | Punkte |
| ---- | ------------------ | -------------------- | ------ |
| 15   | Paul di Resta      | Force India-Mercedes | 12     |
| 16   | Sergio Pérez       | Sauber-Ferrari       | 8      |
| 17   | Rubens Barrichello | Williams-Cosworth    | 4      |
| 18   | Bruno Senna        | Renault              | 2      |
| 19   | Pastor Maldonado   | Williams-Cosworth    | 1      |
| 20   | Pedro de la Rosa   | Sauber-Ferrari       | 0      |
| 21   | Jarno Trulli       | Lotus-Renault        | 0      |
| 22   | Heikki Kovalainen  | Lotus-Renault        | 0      |
| 23   | Vitantonio Liuzzi  | HRT-Cosworth         | 0      |
| 24   | Jérôme D’Ambrosio  | Virgin-Cosworth      | 0      |
| 25   | Timo Glock         | Virgin-Cosworth      | 0      |
| 26   | Narain Karthikeyan | HRT-Cosworth         | 0      |
| 27   | Daniel Ricciardo   | HRT-Cosworth         | 0      |
| 28   | Karun Chandhok     | Lotus-Renault        | 0      |

### Konstrukteurswertung
| Pos. | Konstrukteur         | Punkte |
| ---- | -------------------- | ------ |
| 01   | Red Bull-Renault     | 451    |
| 02   | McLaren-Mercedes     | 325    |
| 03   | Ferrari              | 254    |
| 04   | Mercedes             | 108    |
| 05   | Renault              | 70     |
| 06   | Force India-Mercedes | 36     |

| Pos. | Konstrukteur       | Punkte |
| ---- | ------------------ | ------ |
| 07   | Sauber-Ferrari     | 35     |
| 08   | Toro Rosso-Ferrari | 29     |
| 09   | Williams-Cosworth  | 5      |
| 10   | Lotus-Renault      | 0      |
| 11   | HRT-Cosworth       | 0      |
| 12   | Virgin-Cosworth    | 0      |